# Bezirksrabbinat Ellingen
Das Bezirksrabbinat in Ellingen, einer Stadt im heutigen mittelfränkischen Landkreis Weißenburg-Gunzenhausen (Bayern), wurde vom Deutschen Orden als Organisation der jüdischen Bevölkerung innerhalb des Oberamts Ellingen in der Ballei Franken eingerichtet, dem auch die jüdische Gemeinde im heute baden-württembergischen Lauchheim angehörte.
Nach der Auflösung des Bezirksrabbinats im Jahr 1806, als Ellingen an das Königreich Bayern kam, wurden die jüdischen Gemeinden des Bezirksrabbinats Ellingen dem Distriktsrabbinat Ansbach unterstellt.

## Gemeinden des Bezirksrabbinats
- Jüdische Gemeinde Ellingen
- Jüdische Gemeinde Lauchheim